# Bythaelurus alcockii
Bythaelurus alcockii är en hajart som först beskrevs av Garman 1913.  Bythaelurus alcockii ingår i släktet Bythaelurus och familjen rödhajar. IUCN kategoriserar arten globalt som otillräckligt studerad. Inga underarter finns listade.